# La danza
La danza est une chanson composée en 1835 par Gioachino Rossini sur un rythme rapide de tarentelle napolitaine. C'est la huitième chanson des Soirées musicales (1830–1835). Les paroles sont du comte Carlo Pepoli, librettiste de Vincenzo Bellini pour l'opéra I puritani. La danza n'est pas une partie d'une œuvre plus vaste mais une pièce indépendante de musique de chambre vocale.

## Histoire
Après les années 1830, Rossini, conscient que ses opéras ne correspondent plus aux goûts contemporains, s'intéresse à la musique sacrée, à la musique de chambre et à la musique vocale. La danza provient d'un cycle de mélodies, les Soirées musicales (1830–1835), composé de douze pièces, dans une forme au caractère folklorique. Destinée à l'origine, avec un accompagnement de piano, à la basse Luigi Lablache qui, à l'opéra, avait chanté avec succès nombre de rôles de Rossini, elle a fait l'objet de nombreuses transcriptions, pour orchestre, pour ensemble de chambre, pour différentes voix. Franz Liszt présente en 1838 une version virtuose pour piano solo (Tarentelle, S 424/9), Frédéric Chopin utilise des motifs de La danza comme source d'inspiration pour sa  Tarantelle en la bémol majeur (en), op. 43 (1841) pour piano. Ottorino Respighi l'insère, dans une version orchestrale somptueuse, en 1918, dans son ouvrage La Boutique fantasque, un ballet sur des thèmes de Rossini. Il convient de noter la transcription de la pièce par le pianiste hongrois Georges Cziffra, utilisant le piano, dans un rythme sourd, comme un instrument de percussion. Les interprétations traditionnelles de la chanson par Enrico Caruso, Mario Lanza, Alfredo Kraus, Cecilia Bartoli et bien d'autres, ont fait connaître La danza dans le monde entier. Elle a également été librement adaptée dans la tarentelle populaire chantée dans les mariages C'è la luna mezzo mare (en) et ses versions anglaises Oh! Ma-Ma! et Lazy Mary.
De même Frida Boccara utilise l'air de la Danza dans sa chanson Rossini et Beaumarchais.

## Structure
Rossini donne au morceau une tonalité mineure et ajoute l'indication de mouvement Allegro con brio, soit au métronome un rythme de 152 à la noire pointée. La mesure 6/8 traverse toute la pièce, qui dure ainsi un peu plus de trois minutes. Le ténor Enrico Caruso a chanté la chanson en 1912 dans un studio d'enregistrement en trois minutes et dix secondes. Plus rapide, la colorature et mezzo-soprano Cecilia Bartoli, accompagnée par le maestro Myung-Whun Chung a exécuté la danza en seulement deux minutes et treize secondes au cours d'un concert des Victoires de la musique classique en 2003.
Après une introduction instrumentale de 48 mesures, la mélodie commence avec « Già la luna è in mezzo al mare… » Elle s'étend dans la première strophe sur plus de 60 mesures, puis, répétées deux fois en la majeur, 17 mesures sur La! la ra la ra. Suit un intermède instrumental, identique à l'introduction, mais concentré en 8 mesures. La seconde strophe « Salta, salta, gira, gira… » s'étend également sur 60 mesures, puis le refrain est à nouveau suivi par 17 mesures sur La! la ra la ra. Sur cette dernière série de « La! », les chanteurs tentent souvent de garder ce postlude à pleine force, sur les 12 mesures de l'accompagnement.

## Paroles et musique
| Texte en italien « Già la luna è in mezzo al mare, mamma mia, si salterà! L’ora è bella per danzare, chi è in amor non mancherà. (due volte) Già la luna è in mezzo al mare, mamma mia, si salterà! Presto in danza a tondo, a tondo, donne mie venite qua, un garzon bello e giocondo a ciascuna toccherà, finchè in ciel brilla una stella e la luna splenderà. Il più bel con la più bella tutta notte danzerà. Mamma mia, mamma mia, già la luna è in mezzo al mare, mamma mia, mamma mia, mamma mia, si salterà. Frinche, frinche, frinche, frinche, frinche, frinche, mamma mia, si salterà. : (due volte) La! la ra la ra la ra la la ra la (due volte) La! la ra la ra la la la la ra la! (due volte) Salta, salta, gira, gira, ogni coppia a cerchio va, già s’avanza, si ritira e all’assalto tornerà. (due volte) Già s’avanza, si ritira e all’assalto tornerà! Serra, serra, colla bionda, colla bruna và quà e là colla rossa và a seconda, colla smorta fermo sta. Viva il ballo a tondo a tondo, sono un Re, sono un Pascià, è il più bel piacer del mondo la più cara voluttà. Mamma mia, mamma mia, già la luna è in mezzo al mare, mamma mia, mamma mia, mamma mia, si salterà. Frinche, frinche, frinche, frinche, frinche, frinche, mamma mia, si salterà. (due volte) La! la ra la ra la ra la la ra la (due volte) La! la ra la ra la la la la ra la! (due volte) » |  |  | Texte en français Déjà la lune est sur la mer, Mamma mia, on sautera ! L'heure est belle pour danser, qui est amoureux n'y manquera. (deux fois) Déjà la lune est sur la mer, Mamma mia, on sautera ! Vite dansons en rond, en rond, Toutes mes femmes venez là, Un garçon beau et joyeux Pour chacune il y aura, Tant qu'au ciel brille une étoile Et que la lune resplendira. Le plus beau avec la plus belle Toute la nuit dansera. Mamma mia, mamma mia, Déjà la lune est sur la mer, Mamma mia, mamma mia, Mamma mia, on sautera. Frinche, frinche, frinche, Mamma mia, on sautera. (deux fois) La ! la ra la ra La ra la la ra la (deux fois) La ! la ra la ra La la la la ra la! (deux fois) Saute, saute, vire, vire, Chaque couple en cercle va, Il s'avance et il recule Et à l'assaut retournera. (deux fois) Il s'avance et il recule Et à l'assaut retournera ! Vite, vite, avec la blonde, Avec la brune va çà et là Avec la rousse va une seconde, Avec la pâle arrête-toi. Vive le bal en rond en rond, Je suis un Roi, je suis un Pacha, C'est le plus beau plaisir du monde La plus chère volupté. Mamma mia, mamma mia, Déjà la lune est sur la mer, Mamma mia, mamma mia, Mamma mia, on sautera. Frinche, frinche, frinche, Mamma mia, on sautera. (deux fois) La ! la ra la ra La ra la la ra la (deux fois) La ! la ra la ra La la la la ra la! (deux fois) |